# Buchwald Péter (farmakológus)
Buchwald Péter Sándor (Kolozsvár, 1963. február 27. –) erdélyi származású amerikai gyógyszerkutató és -tervező, id. Buchwald Péter fia.

## Életpályája
1986-ban elvégezte a fizika szakot a kolozsvári Babeș–Bolyai Tudományegyetemen. Ezután Szamosújváron (1986–1990), majd Kolozsváron a Brassai Sámuel Elméleti Líceumban (1990) tanított. Majd 1992-ig a kolozsvári RMDSZ munkatársa.
1992-től él az Amerikai Egyesült Államokban. A Floridai Egyetemen doktorált gyógyszerészetből 1997-ben. Ugyanott posztdoktori tanulmányokat és kutatást végzett gyógyszertervezés témakörben. 
2000 és 2003 között tudományos kutató, majd 2003–2005 igazgatóhelyettes (IVAX Research, Inc., Miami). 2006-tól a Diabetes Research Institute nevű intézet gyógyszerkutató csoportjának igazgatója (Miami Egyetem, Florida). 2006-tól tanársegéd, majd 2013-tól egyetemi tanár a Miami Egyetemen, a Molekuláris és Sejtfarmakológiai Tanszéken.

## Munkássága
Gyógyszerkutatássál és -fejlesztéssel foglalkozik. Évtizedek óta jelentős mértékben hozzájárult számos új gyógyszer megtervezéséhez és fejlesztéséhez. Kifejlesztett egy új, általános modellt (LinBiExp) és hozzá a megfelelő szoftvert a bilineáris típusú eloszlást mutató gyógyszerészeti adatok leírására. Rövid időn belül, miután megalakult a Diabetes Research Institute keretében a gyógyszertervezési kutatócsoport, amelynek igazgatója, jelentős eredményeket értek el a cukorbetegség elleni gyógyszerek fejlesztésben. 
Különböző tudományos társaságok és tudományos szerkesztőségek tagja. Tudományos dolgozatainak száma jóval meghaladja a százat.

### Könyvei
- N. Bodor, P. Buchwald : Retrometabolic Drug Design and Targeting, John Wiley & Sons, Inc. 2012 Online elérés

## Kitüntetései
- 1997 Villanova Award, College of Pharmacy,  Floridai Egyetem
- 1997 A Phi Kappa Phi Honor Society választott tagja, Floridai Egyetem
- 2004 Bekerült a Marquis Who’s Who in America kötetbe
- 2014 Az American Association for the Advancement of Science választott tagja (AAAS Fellow)